# 富山県立大沢野工業高等学校
富山県立大沢野工業高等学校（とやまけんりつ おおさわのこうぎょうこうとうがっこう、英: Toyama Prefectural Osawano Technical High School）は、かつて富山県富山市坂本にあった公立の工業高等学校。富山県立富山工業高等学校との統合により、2012年（平成24年）3月末に閉校した。

## 設置学科
- 機械科　1学級40名編成（2009年度末で募集停止）
- 電子機械科　1学級40名編成（2009年度末で募集停止）
- 電気情報科　1学級40名編成（2006年、電気科と情報技術科の統合により新設、2009年度末で募集停止）
- 情報技術科（2006年度末で学科廃止）
- 電気科（2006年度末で学科廃止）

## 校歌
作詞：大島文雄、作曲：團伊玖磨

## 部活動
運動部では、ボート部が全国大会で優勝するなどの実績がある。
- 運動部 - 陸上競技、卓球、バスケットボール、バドミントン、野球、ハンドボール、ボート、剣道、バレーボール、サッカー
- 文化部 - 電子研究、機械研究、吹奏楽、美術・写真、囲碁・将棋、茶道、放送、新聞・文芸

## 委員会
- 選挙管理委員会
- 旭編集委員会
- 図書委員会
- 風紀委員会
- 美化委員会
- 体育委員会
- 保健委員会

## 沿革
- 1959年（昭和34年）
  - 4月13日 - 富山県立富山工業高等学校大沢野分校として、当時の大沢野中学校内に仮校舎を設けて、電気通信課程80名の生徒の新入生を迎え開校した[1]。
  - 9月12日 - 坂本馬鞍谷割（俗称カクレザト）の畑地約10,000m2を買収し、旧大沢野小学校校舎を移築改造した校舎の建設に着手[2]。
- 1960年（昭和35年）1月29日 - 校舎第1期工事完成[3]。
- 1961年（昭和36年）
  - 4月1日 - 富山県立大沢野工業高等学校として独立[4]、県下で3番目の工業科単独高校となる。
  - 12月9日 - 同年10月5日より起工していたグラウンド（約33,000m2）が完成[5]。
- 1962年（昭和37年）9月20日 - 増築起工式[6]。
- 1964年（昭和39年）
  - 4月10日 - 本館のうち1,500m2（鉄筋4階建て）と機械金属実習室（1,122m2）が完成[7]。
  - 12月20日 - 第2期工事（本館鉄筋コンクリート4階建て960m2、金属実習室鉄筋コンクリート3階建て508m2、実習室平屋建鉄骨392m2）が完成[8]。
- 1967年（昭和42年）11月1日 - 全工事完了（設計は飯森建築事務所、施工は真柄組の請負）[9]。
- 2006年（平成18年）- この年度から機械科40名、電子機械科40名、電気情報科40名の3学科3学級編成（1学年120名）となる。
- 2009年（平成20年）
  - - 富山工業高等学校との統合に伴い、2010年（平成21年）度以降の全学科募集を停止。
  - - この年、最後となる旭が丘展（文化祭）が開催された。
- 2012年（平成24年）
  - 3月3日 - 最後の学年（2009年度入学生）対象の卒業証書授与式と閉校式を挙行。
  - 3月31日 - 閉校。

## その他
- 閉校後の跡地は2013年（平成25年）4月に富山県立富山高等支援学校が開校した。

## アクセス
- バス（富山地方鉄道）の場合
  - 富山駅前～田村町（31、32系統）：所要時間約30分、距離約13km
  - 富山駅前～大沢野工業高校口（38系統）：所要時間約30分、距離約13km
  - 笹津駅前～田村町（31、32系統）：所要時間約7分、距離約4km
- 鉄道（JR高山本線）の場合
  - 富山駅～笹津駅 所要時間約35分

## 主な出身者
- 稲積秀樹 - 競輪選手